# 遠隔監視制御システム
遠隔監視制御( M&C ) システムは、工場、発電所、ネットワーク オペレーション センター、空港、宇宙機などの大規模または複雑な施設を、ある程度自動化して制御するように設計されたもの。
M＆Cシステムは、センサー、テレメトリストリーム、ユーザー入力、および事前にプログラムされた手順からデータを受信する場合がある。ソフトウェアは、アクチュエーター、コンピューターシステム、またはその他のデバイスにテレコマンドを送信する場合がある。
M&C システムは、閉ループ制御を実行する場合がある。
かつては産業環境のSCADAに限定されていたが、遠隔監視制御は、次のような多くの分野で適用されている。
- スマートグリッド
- ポジティブ・トレイン・コントロール
- 構造ヘルスモニタリング
- パイプラインセンサー
- 患者モニタリング
- デスクトップ/サーバー監視

この分野はマシンツーマシン通信と重複するが、この 2 つは完全に同一ではない。